# Червоноармієць (газета)
«Червоноармієць» — тижневик Політичного управління Української військової округи та Всеукраїнської ради товариств допомоги обороні — Авіахіму України.
Виходив у Харкові в 1925-1928 рр. з додатком серії книжок «Бібліотека Червоноармійця».
Продовженням «Червоноармійця» була російськомовна газета «Оборона» (1928-1933).